# Орловка (приток Кети)
Орло́вка (южноселькупск. Лы́мбый Кы — орлиная река) — река в Томской области, правый приток Кети.
Берёт начало из озера Бургункуй Енисейского района Красноярского края, течёт на юго-запад, затем поворачивает на юг.
Длина — 327 км, площадь бассейна — 9010 км². Питание смешанное, с преобладанием снегового. Среднегодовой расход воды — в 29 км от устья — 63,5 м³/с. Замерзает в середине октября — начале ноября, вскрывается в конце апреля — мае.
Населённые пункты: п. Центральный, п. Дружный

## Притоки
(км от устья)
- 8 км: Мысукке (пр)
- 19 км: Индыке (лв)
- 39 км: Самузет (лв)
- Семёнова (лв)
- Пушакке (пр)
- 58 км: Андреева (лв)
- Чёрная (лв)
- Берестовая (пр)
- Давыдова (лв)
- Евстигнеева (пр)
- 98 км: Росомаха (пр)
- 112 км: Кукушка (лв)
- 148 км: Чурбига (пр)
- 161 км: Налимья (лв)
- Первая Речка (пр)
- 196 км: Кавойкыке (лв)
- 206 км: Вторая Речка (пр)
- Паркыке (лв)
- 232 км: Якынр (Ниж. Ланкеть) (пр)
- 240 км: Чунга (лв)
- 262 км: Тогангра (пр)
- 293 км: Дролден (лв)

## Данные водного реестра
По данным государственного водного реестра России относится к Верхнеобскому бассейновому округу, водохозяйственный участок реки — Кеть, речной подбассейн реки — бассейн притоков (Верхней) Оби от Чулыма до Кети. Речной бассейн реки — (Верхняя) Обь до впадения Иртыша.